# František Jarolímek (hostinský)
František Jarolímek (2. října 1871 Dušníky – 1957) byl za protektorátu hostinským v Praze Libni. Domácímu protiněmeckému odboji dodával potraviny, z nichž byla převážná většina použita pro zásobování sedmi parašutistů skrývajících se v kryptě pravoslavného chrámu v pražské Resslově ulici.

## Život
František Jarolímek se narodil 2. října 1871 v Dušníkách v tehdejším okrese Dobříš (dnes Daleké Dušníky, okres Příbram) do rodiny rolníka Václava Jarolímka a Anny Jarolímkové, rozené Kajserové. Žil v Druhlicích a původně byl katolík. Dne 25. října 1898 se oženil v kostele sv. Vojtěcha (Praha II Nové Město) s Maríí Slunečkovou (* 29. prosince 1870 Dušníky). Jarolímkovi bydleli nejprve v Praze II - Novém Městě čp. 629, později se přestěhovali do koupeného domu v Praze VIII - Libni čp. 241. Narodily se jim tři děti: synové František (* 4. září 1903 Praha VIII) a Karel (* 6. dubna 1905 Praha VIII) a dcera Marie (* 12. května 1908 Praha VIII). Děti byly křtěny v zámecké kapli Neposkvrněného početí Panny Marie v Libni.  
František Jarolímek byl příslušníkem 28. pěšího pluku. Po ustavení samostatného Československa se účastnil v letech 1918 až 1919  bojů na Slovensku a bojů na Těšínsku. Kromě toho, že patřil k předním činovníkům libeňského Sokola, byl též členem Sdružení bratří sokolské Stráže svobody. V roce 1920 vystoupil i s manželkou a dětmi z římskokatolické církve. Rodina přešla k Církvi československé, jejíž pravoslavné křídlo se pak roku 1924 oddělilo a vytvořilo samostatnou pravoslavnou církevní organizaci.
V české pravoslavné církvi byl František Jarolímek členem sboru starších, jehož předsedou byl Jan Sonnevend. Pravidelně docházel na nedělní mše do chrámu sv. Cyrila a Metoděje. V protektorátní době 2. ledna 1942 ovdověl. Provozoval hostinec ve svém domě v Praze VIII-Libni čp. 241, na dnešní (rok 2025) adrese Primátorská 241/40, 180 00 Praha 8 - Libeň. V přízemním bytě zde rovněž bydlel jeho syn František s manželkou Annou (1910–1989) a dcerkou Naděždou, kterou zde 4. března 1942 křtil kaplan Vladimír Petřek. V restauraci „U Jarolímků“ se každoročně pořádaly pravoslavné Vánoce a pravidelně se zde scházeli představitelé pravoslavné církve, mezi nimi Jan Sonnevend, Vladimír Petřek a Václav Čikl, kteří později ukryli parašutisty v kryptě pravoslavného kostela sv. Cyrila a Metoděje.
V době druhého stanného práva (bylo vyhlášeno po útoku na R. Heydricha a trvalo od 27. května 1942 do 3. července 1942) získával hostinský Jarolímek maso od libeňského řezníka Bohumila Vosmíka a pečivo od pekaře Josefa Kyncla (Kirchmayerova 135, dnes Zenklova, Praha-Libeň). Spolupracoval rovněž s náčelníkem libeňského Sokola Bohuslavem Strnadem. Pořízené potraviny následně předával spojce - policejnímu agentovi (později vrchnímu kriminálnímu inspektoru české policie) Miloslavu Nečáskovi, který je v taškách dopravoval přímo do kanceláře pravoslavného chrámu v Resslově ulici. Potraviny sloužily po dobu tří týdnů k výživě sedmi parašutistů (Adolf Opálka, Jozef Gabčík, Jan Kubiš, Josef Valčík, Josef Bublík, Jan Hrubý a Jaroslav Švarc), kteří se skrývali v kryptě pravoslavného kostela v pražské Resslově ulici.
Po zradě Karla Čurdy pak gestapo postupně rozkrývalo síť podporovatelů a pomocníků parašutistů. Řezník Vosmík byl i s rodinou popraven na Kobyliské střelnici 24. června 1942. Na stejném místě byli 4. září 1942 zastřeleni členové pravoslavné církve biskup Gorazd, farář Čikl a předseda rady starších Sonnevend, o den později Dr. Petřek. Strnadovi byli popraveni 24. října v KT Mauhausen. František Jarolímek, pekař Josef Kyncl i Miloslav Nečásek druhou světovou válku přežili, a to jen díky tomu, že je nikdo z příslušníků odboje při výsleších vyšetřovatelům gestapa neprozradil.
František Jarolímek zemřel v roce 1957, pohřben je na Libeňském hřbitově. V Primátorské ulici 40 (číslo popisné 241) hostinec „U Jarolímků“ dodnes (rok 2025) existuje.

## Galerie

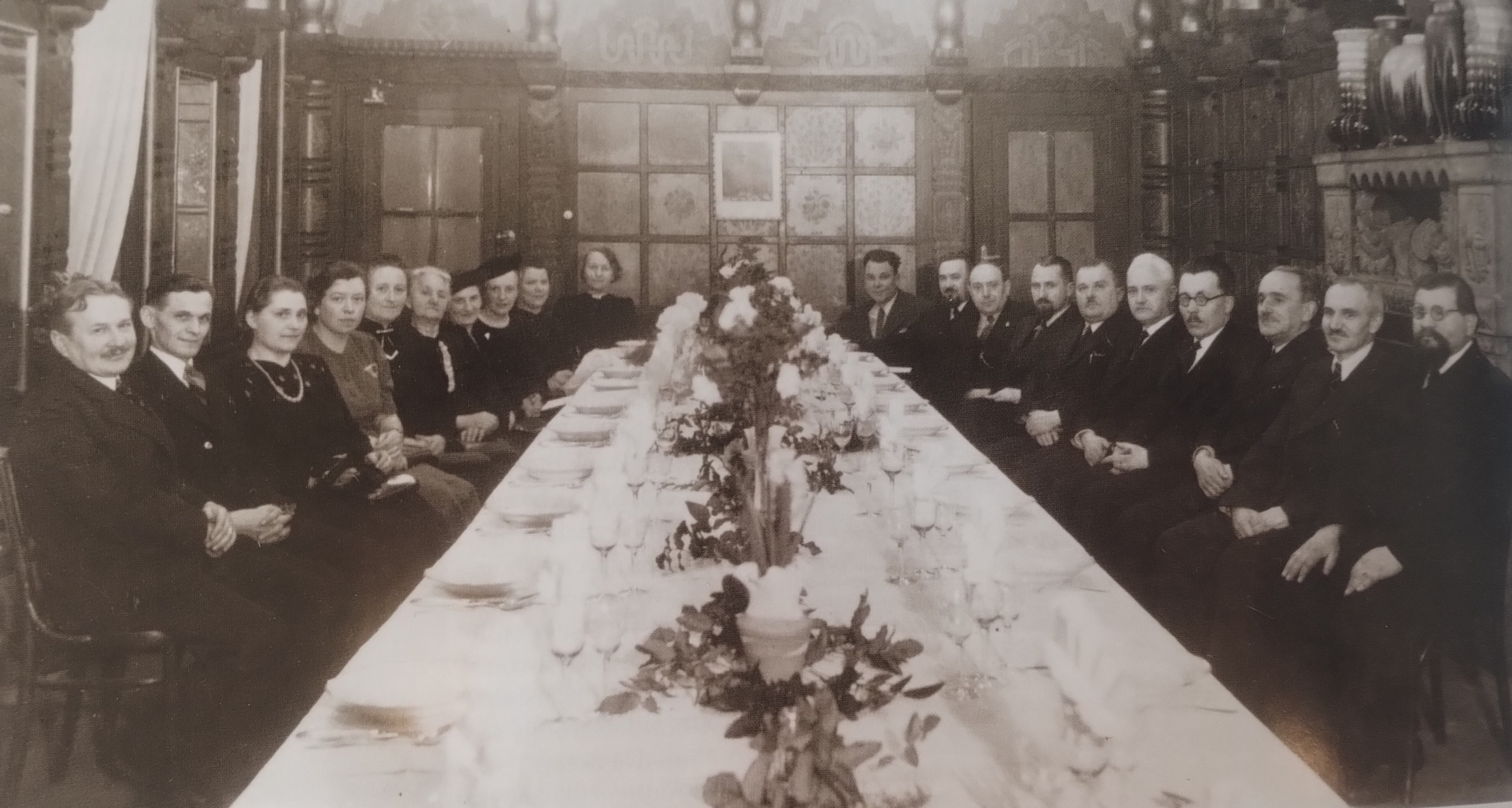
Restaurace "U Jarolímků" v březnu 1939. Členové pravoslavné církve se sešli na oslavě promoce Vladimíra Gruzína. Na snímku mj. Marie Čiklová, Marie Gruzínová, Václav Čikl, Vladimír Petřek, Jan Sonnevend, Václav Ornest
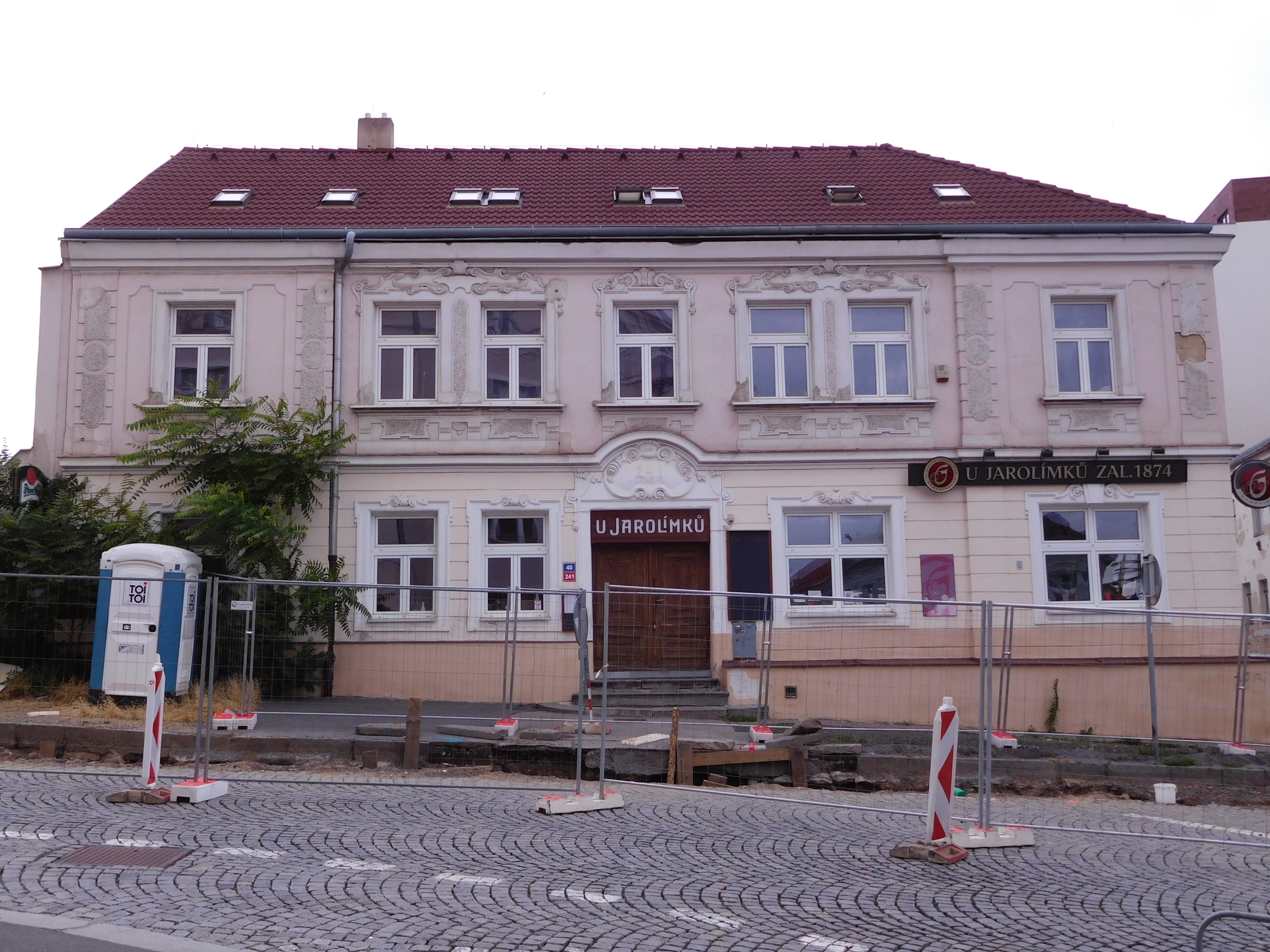
Restaurace U Jarolímků v roce 2021
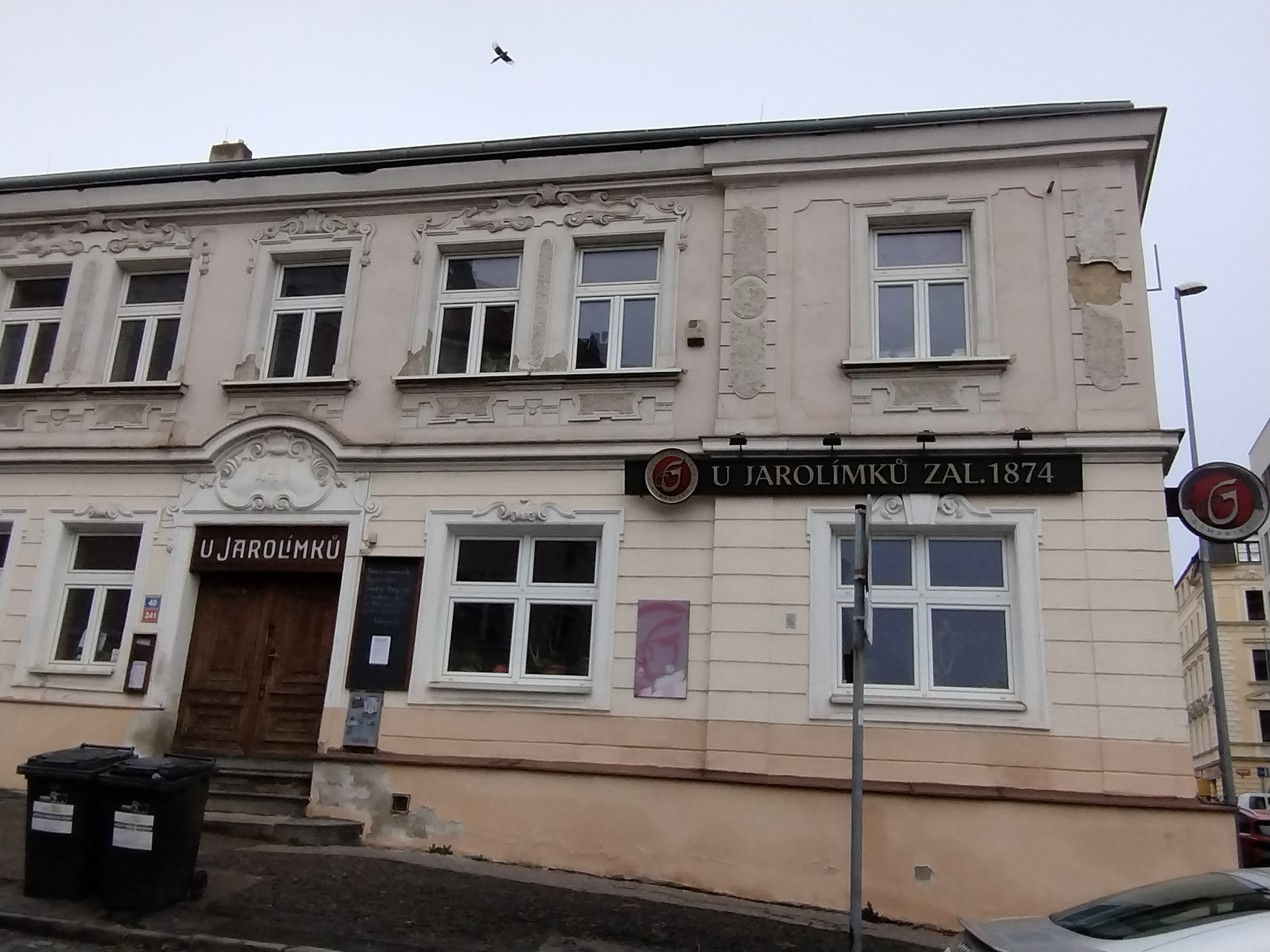
Restaurace U Jarolímků v roce 2025
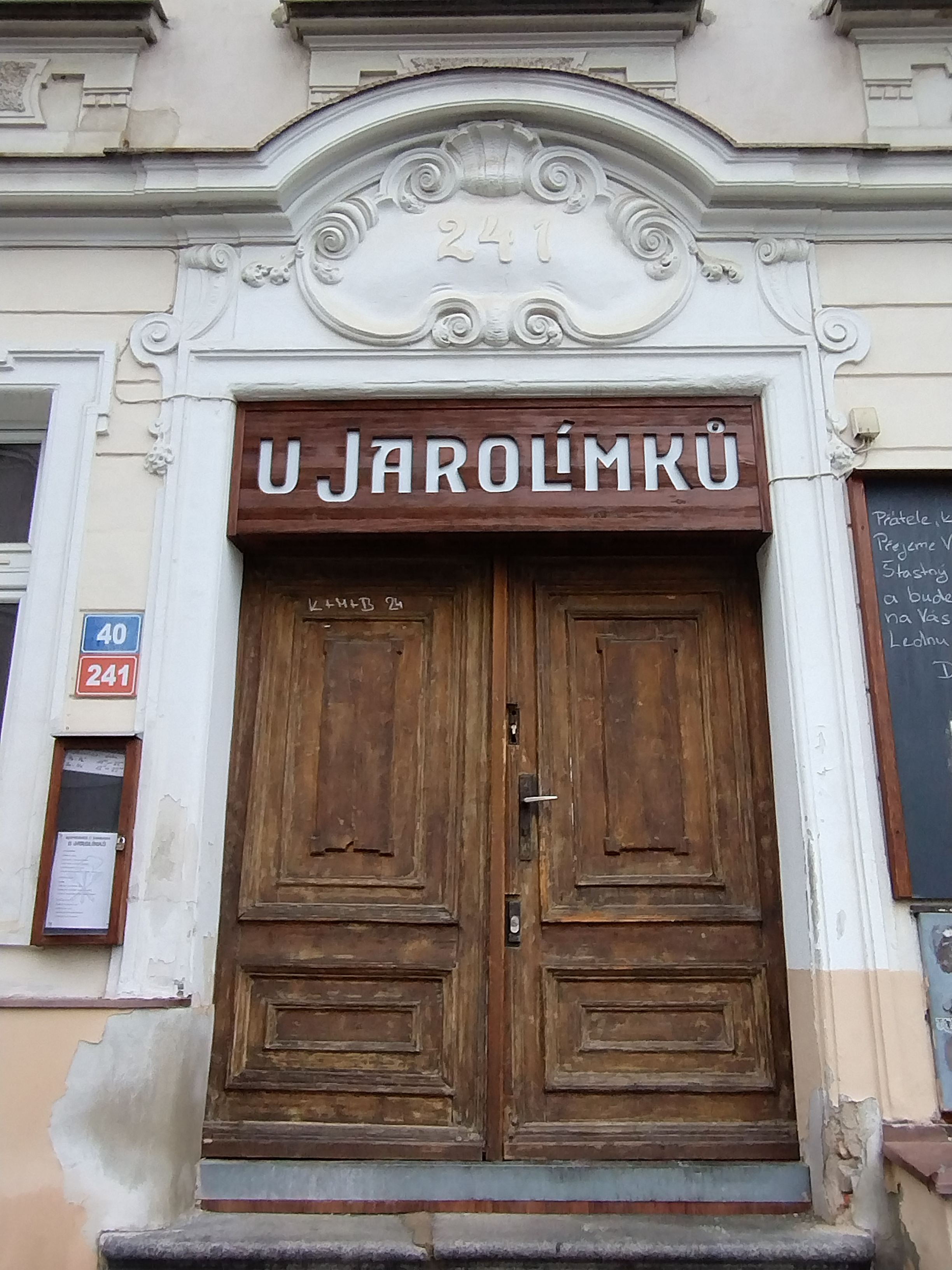
Restaurace U Jarolímků v roce 2025, vstup
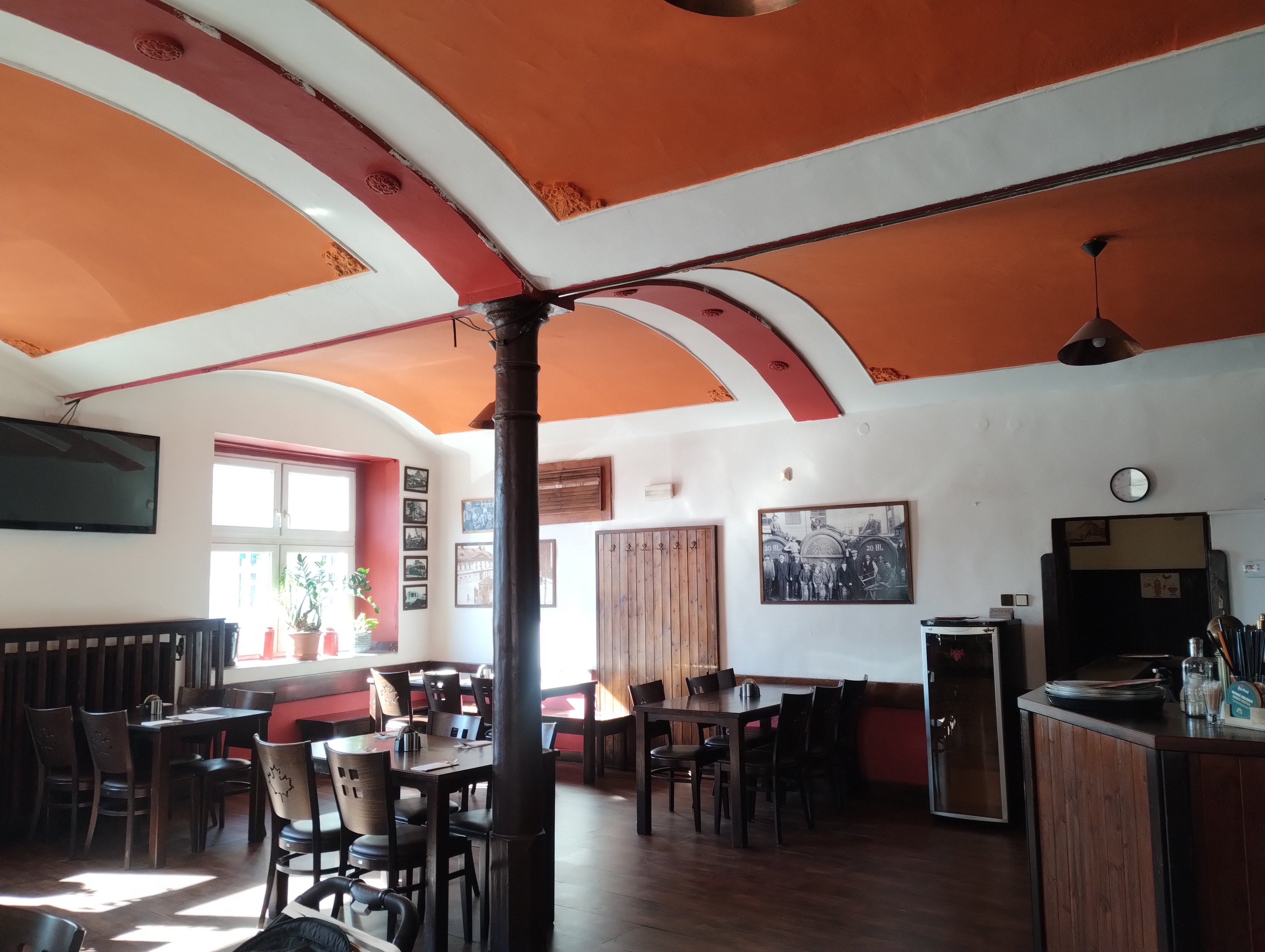
Restaurace U Jarolímků v roce 2025, interiér
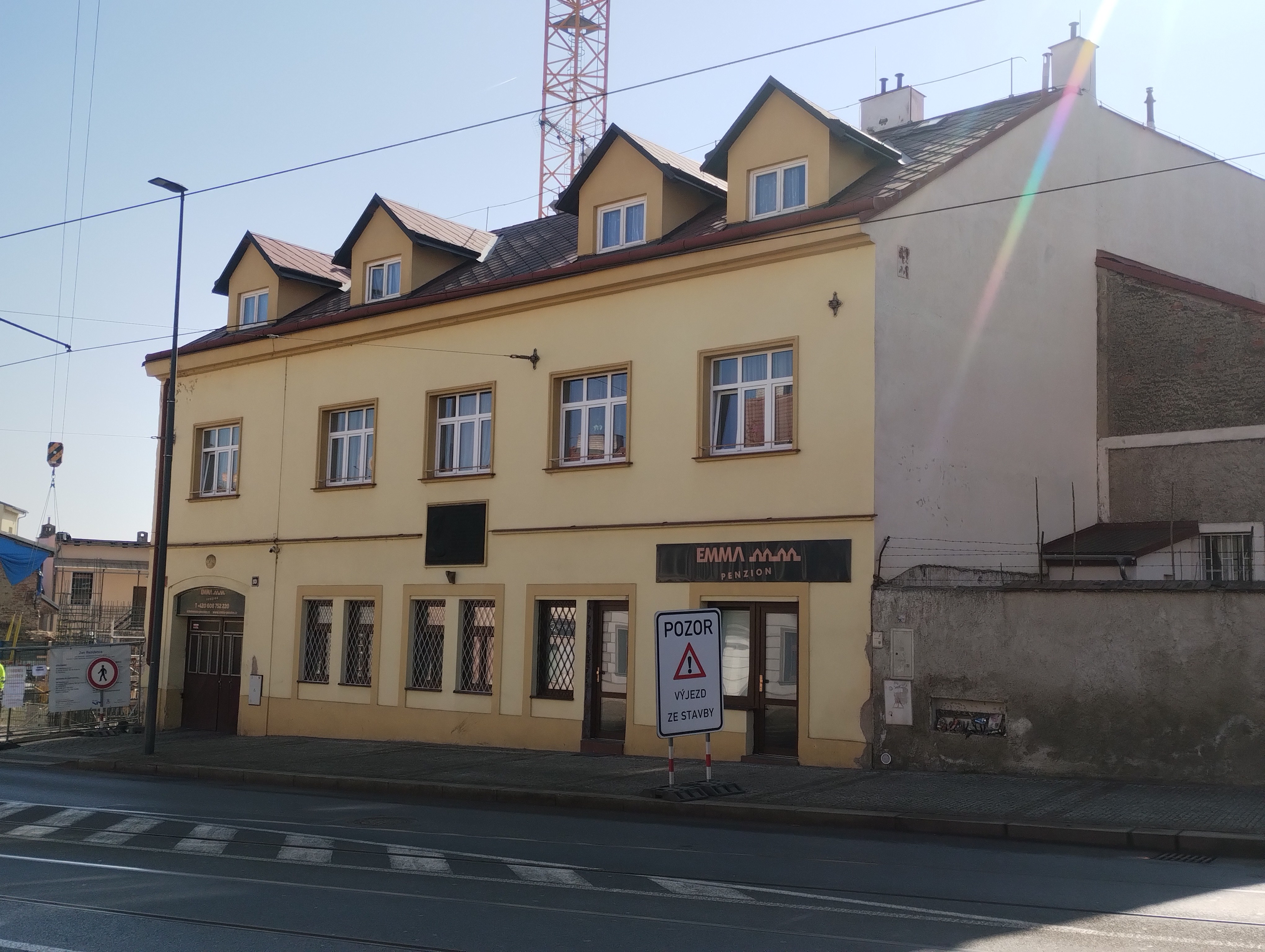
Dům (r. 2025), kde bývalo řeznictví Bohumila Vosmíka, Zenklova 291/113, Praha 8 - Libeň
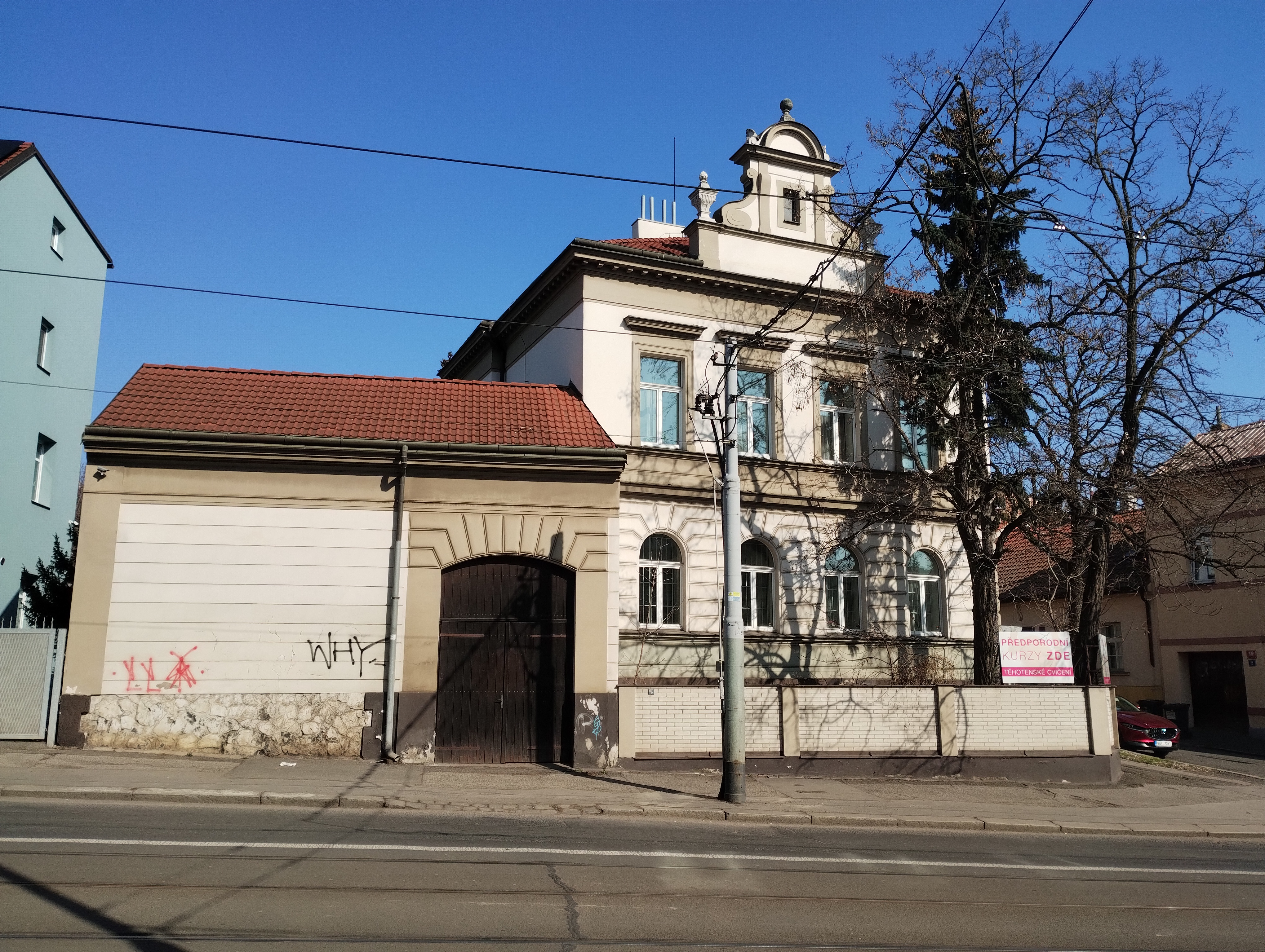
Dům (r. 2025), kde provozoval pekařství Josef Kyncl, Zenklova 135, Praha-Libeň
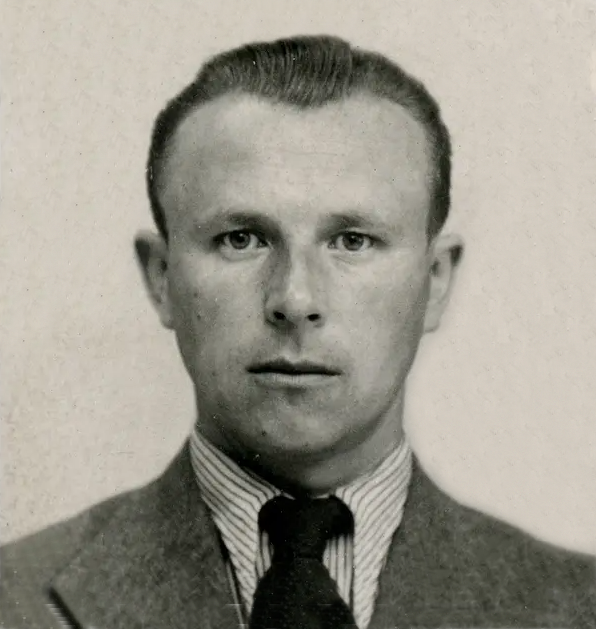
Miloslav Nečásek
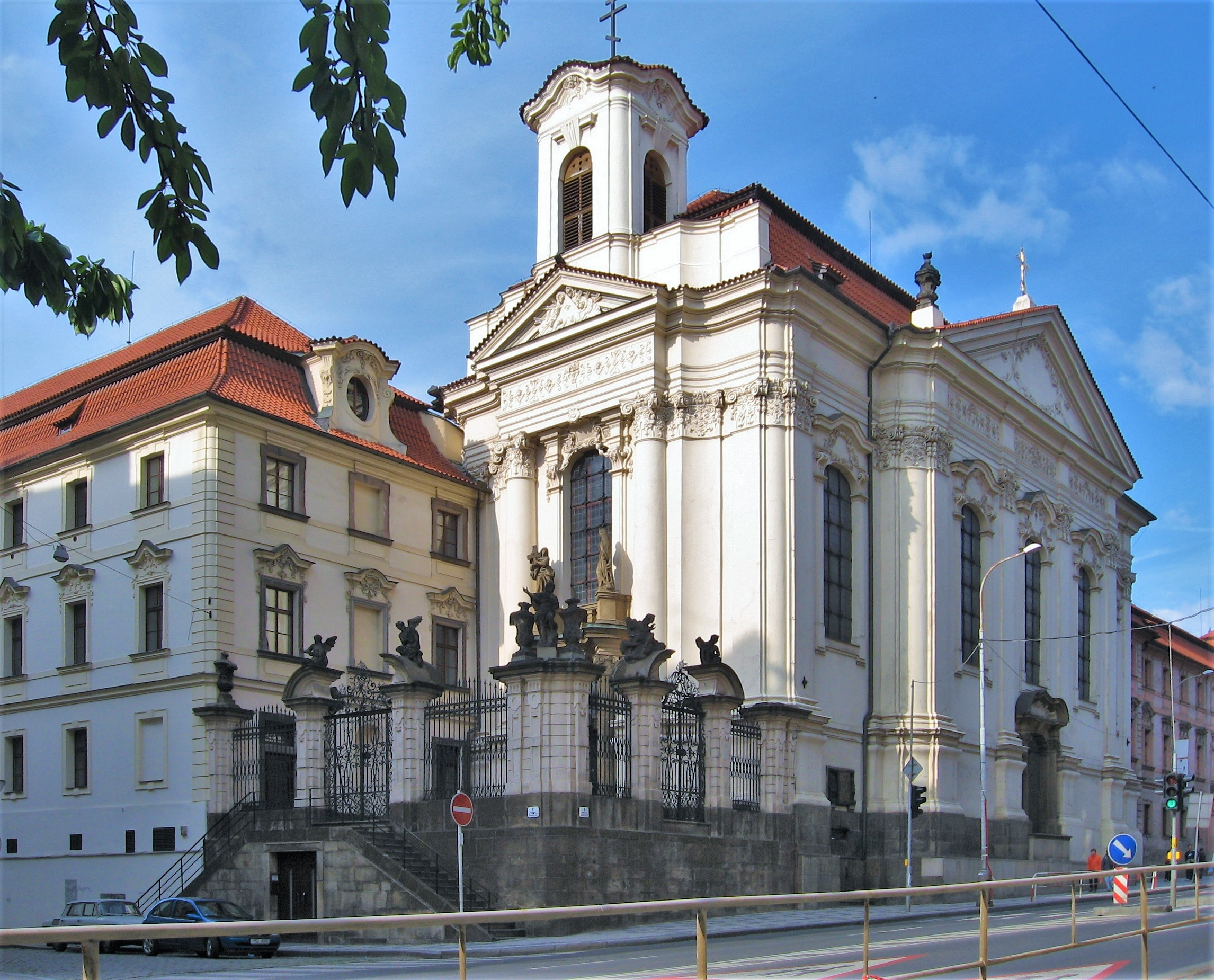
Pravoslavný kostel sv. Cyrila a Metoděje v Resslově ulici v Praze
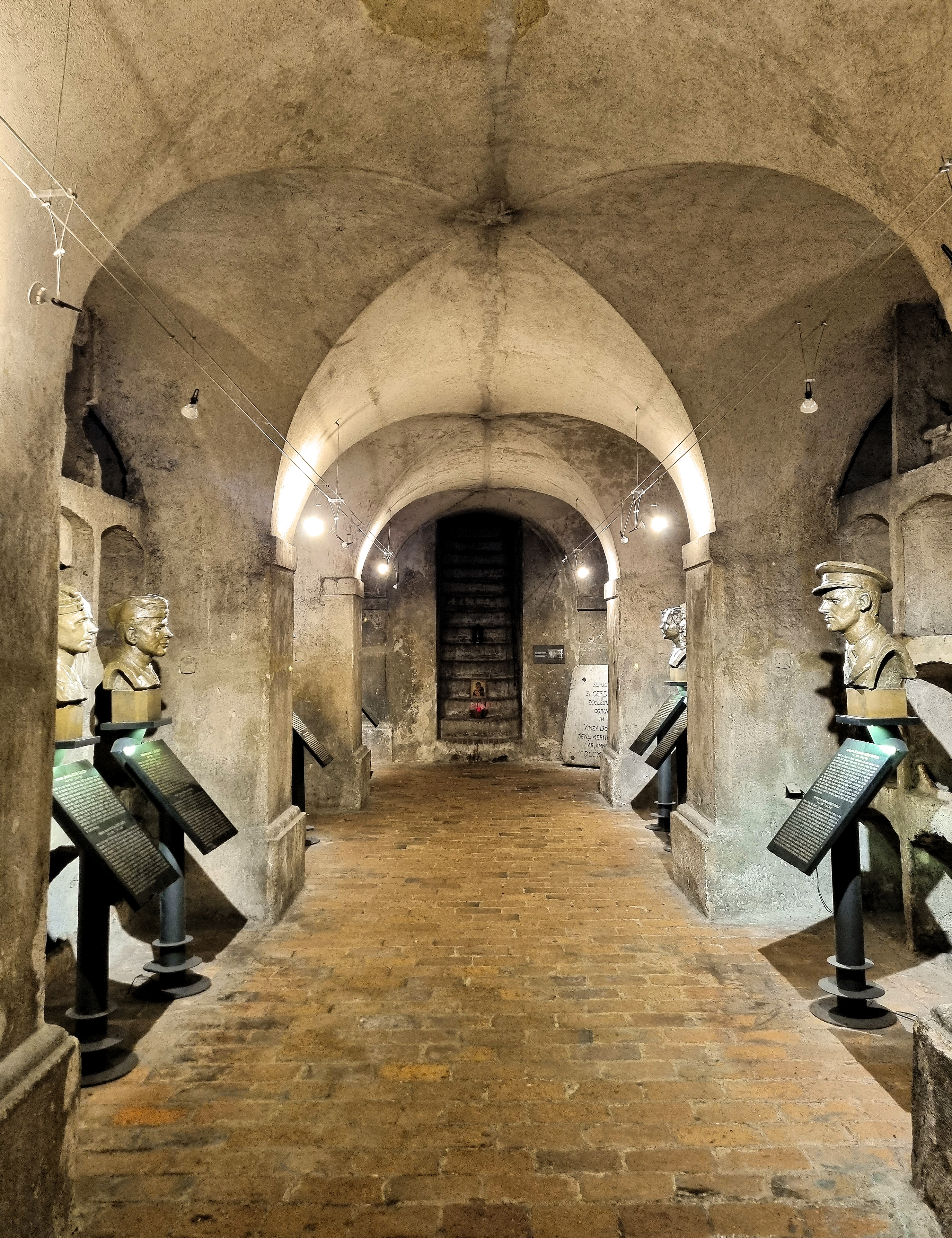
Krypta kostela sv. Cyrila a Metoděje, dnes Národní památník hrdinů heydrichiády
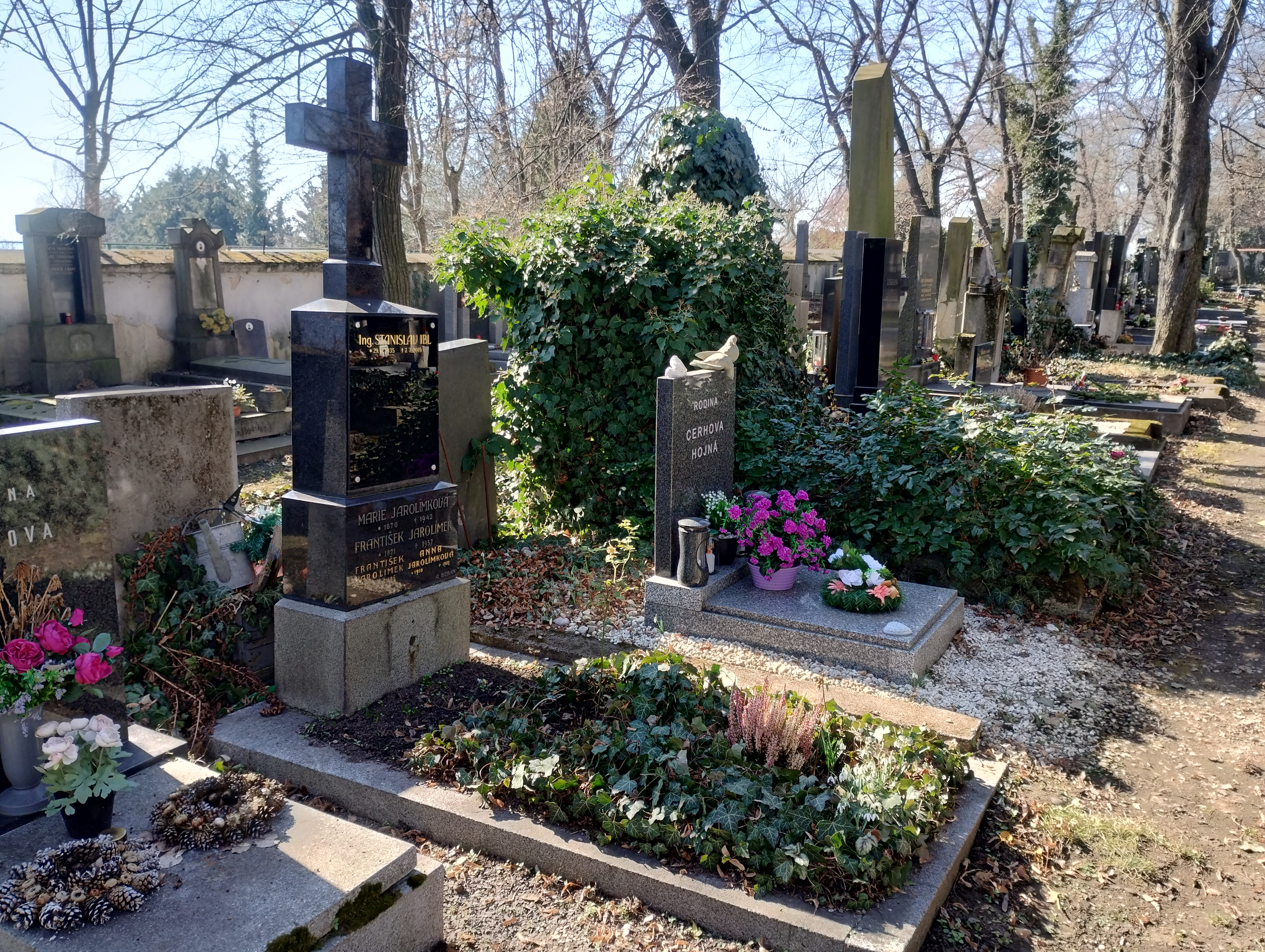
Hrob Františka Jarolímka na libeňském hřbitově
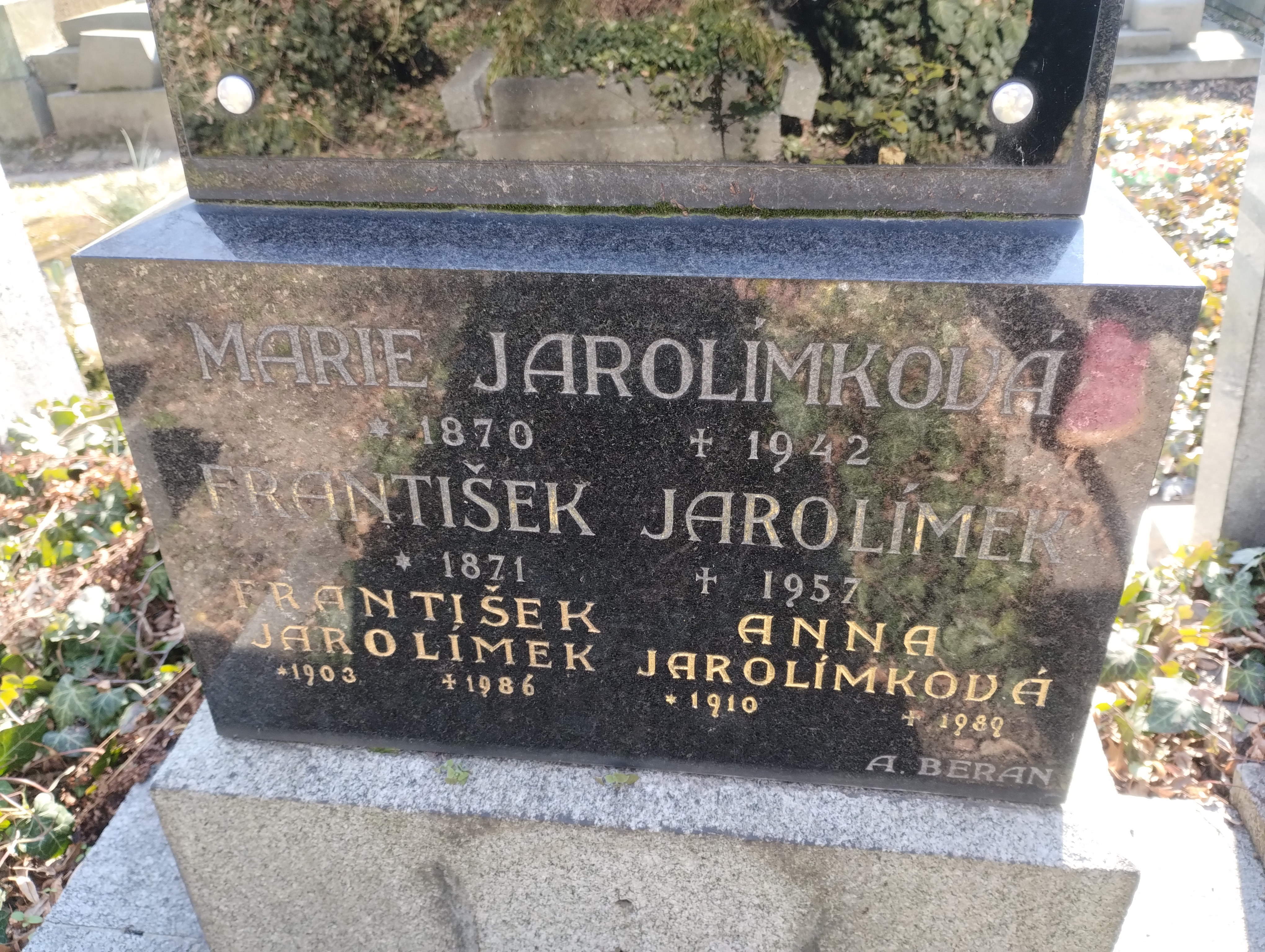
Detail nápisu na hrobě Františka Jarolímka na libeňském hřbitově